# Międzynarodowe Towarzystwo Nubiologiczne
Międzynarodowe Towarzystwo Nubiologiczne (ang. International Society for Nubian Studies) – międzynarodowe towarzystwo naukowe skupiające naukowców zajmujących się badaniami starożytnej i średniowiecznej Nubii, założone w 1972 r. w Warszawie z inicjatywy Kazimierza Michałowskiego, który został jego pierwszym prezesem. W 2018 r. prezesem ISNB został Artur Obłuski.